# Allée Irène-Némirovsky
L'allée Irène-Némirovsky est une voie du 15e arrondissement de Paris, en France.

## Situation et accès
L'allée Irène-Némirovsky est une voie publique située dans le 15e arrondissement de Paris. Elle débute au 37, rue Lacordaire et se termine allée Marianne-Breslauer (auparavant 136, rue de Lourmel).
Elle permet d'accéder à l'allée Isadora-Duncan et au jardin Marguerite-Boucicaut, inauguré en mars 2017.

## Origine du nom

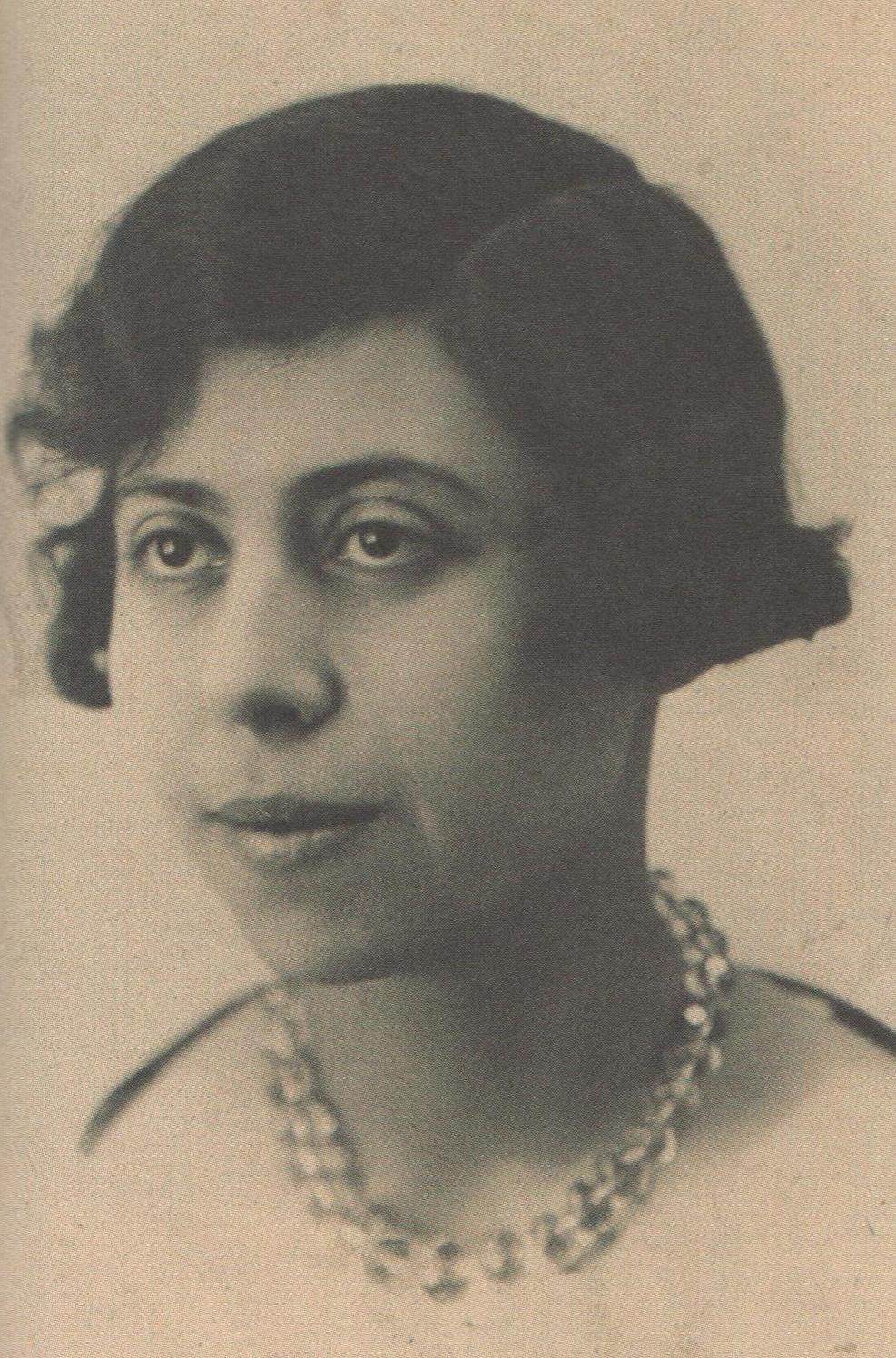
Irène Némirovsky.

Elle porte le nom d'Irène Némirovsky (1903-1942), romancière russe morte au camp de concentration d'Auschwitz. 

## Historique
La proposition de dénomination de cette nouvelle voie de la ZAC Boucicaut est soumise au Conseil de Paris lors de la séance des 6 et 7 février 2012. Elle est acceptée l'année suivante.